# Assinomanzia
L'assinomanzia o axinomanzia è uno dei tanti metodi di divinazione, che fanno uso di un'ascia, un'accetta, o raramente di una sega.

## Modalità
La maggior parte dei metodi prevede che si lanci un'ascia nel terreno o contro un albero, interpretando la direzione dell'impugnatura o il tremolio della lama. Un altro metodo interessante consiste nel riscaldare la testa dell'ascia nel fuoco fino a renderla incandescente, e interpretarne quindi i colori e le forme. Una variante, attribuita agli antichi greci, è quella di porre in equilibrio una sfera di agata sul bordo dell'ascia (tenuta con la lama all'insù). La direzione in cui rotola la sfera viene usata per l'interpretazione. Alcune fonti sostengono che il salmo 74 faccia riferimento all'uso dell'assinomanzia per predire la caduta di Gerusalemme, anche se nel testo il riferimento alle asce sollevate non è specifico della divinazione.